# Evel Knievel

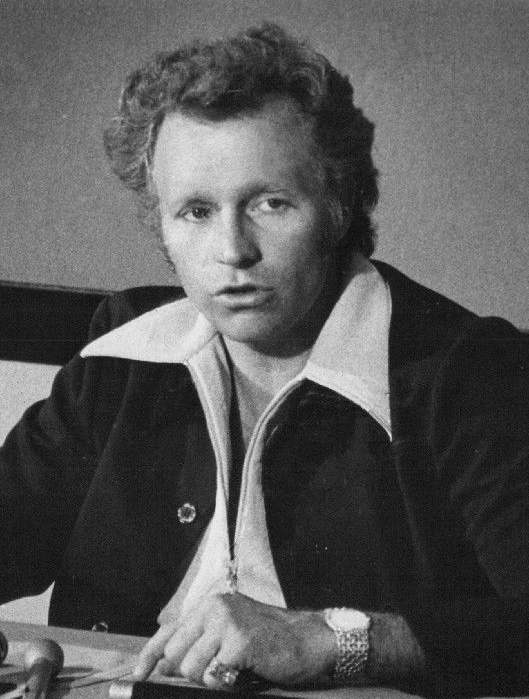
Evel Knievel circa 1974

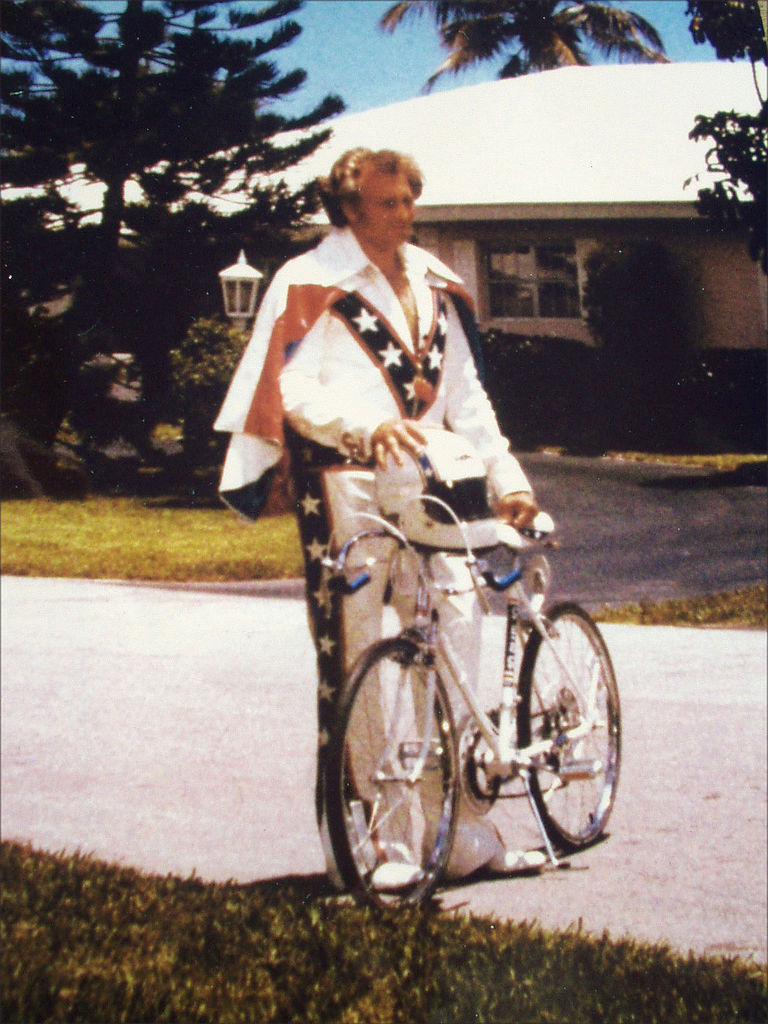
Evel Knievel in de jaren zeventig

Robert Craig "Evel" Knievel, Jr., uitgesproken als "Kenievel", (Butte (Montana), 17 oktober 1938 - Clearwater (Florida), 30 november 2007) was een Amerikaanse stuntman. Hij was vooral bekend door zijn langeafstandsprongen op de motor: zijn sprong over Caesar's Fountain in Las Vegas op 31 december 1967, 50 meter ver, maakte hem beroemd, al veroorzaakte zijn val een coma van een maand.
Zijn meeste stunts deed hij tijdens de jaren zestig en die zorgden voor veel verwondingen. Knievel startte zijn carrière als stuntman in 1965 met de oprichting van Evel Knievel's Motorcycle Daredevils. Na een jaar ging hij solo. Hij gebruikte zijn populariteit om merchandising zoals actiefiguurtjes van hem op de markt te brengen. Zijn prestaties, maar ook zijn mislukkingen, zorgden voor veel vermeldingen in het Guinness Book of Records. Een van de records is het breken van 37 botten. Bij een sprong over dertien bussen in het Londense Wembley Stadium brak hij zijn bekken. In 1974 mislukte een sprong over een ravijn met een "luchtmotor" aangedreven door een raket. Na een mislukte sprong over een tank met levende haaien in 1976 besloot Knievel om het rustiger aan te doen. Hij ging met pensioen in 1980.
Evel Knievel overleefde, naast alle trauma's die hij overhield aan zijn gevaarlijke stunts, ook diabetes, Hepatitis C, een levertransplantatie en twee hersenbloedingen.
Knievel overleed op 69-jarige leeftijd aan een terminale longziekte, longfibrose waartegen hij na drie jaar de strijd moest opgeven.

## Familie
Knievel was achtendertig jaar getrouwd met Linda. Gedurende hun huwelijk kregen zij vier kinderen. De twee zoons Kelly en Robbie namen gedurende hun jeugd deel aan Knievels stunts. Robbie Knievel bleef ook toen hij volwassen was een professionele "motorcycle daredevil". Robbie Knievel overleed in januari 2023 op zestigjarige leeftijd aan alvleesklierkanker. 
In 1999 trouwde Knievel met Krystal Kennedy, scheiding volgde in 2001.